# Споменик кнезу Милану Обреновићу и ослободиоцима Ниша 1878. године
Споменик кнезу Милану Обреновићу и ослободиоцима Ниша 1878. године налази се у нишкој тврђави. Подигнут је 1902. године поводом 25-те годишњице ослобођења Ниша и прве годишњице смрти кнеза-краља Милана Обреновића

## Опис споменика
Споменик у облику пушчаног метка, са чауром од белог, а зрна од ружичастог гранита постављен је у тврђави, са леве стране главне улазне стазе, на простору омеђеном стубовима повезаним ланцима. На врху стубова постављене су металне кугле, коришћене као топовска ђулад у борбама за ослобођење Ниша од Турака 1878. г. Сам споменик налази се на средишњем делу ограђеног простора двостепеном постољу. На постољу је плоча са натписом ‘’Милан М. Обреновић књаз српски ослободи Ниш 28. декембра 1877. године’’. У доњем десном углу плоче записани су иницијали В. К. - Вићенцо Калитерна, италијански мајстор, каменорезац, творац овог интересантног споменика. Његово име је убележено и на репрезентативној чесми у Чаиру из 1903. године.
Јединствен по облику -пушчаном метку- споменик је истовремено и симбол Тврђаве војног објекта. Споменик обележава борбу за ослобођење Ниша од Турака. Српска војска, састављена од Моравског и Шумадијског корпуса и Дринске дивизије, сукобљавајући се од 3. до 29. децембра 1877. године са јаким турским снагама сконцентрисаним у Нишу, успела је да ослободи град. Овај споменик је посвећен главнокомандујућем кнезу Милану Обреновићу и српским војницима, учесницима ослободилачког рата.
Подигнут је 1902. године поводом 25-те годишњице ослобођења Ниша и прве годишњице смрти кнеза-краља Милана Обреновића. Народни музеј у Врању поседује позивницу генералу Јовану Белимарковићу да присуствује откривању споменика 1902. у Нишу. Генерал Белимарковић је био командант Шумадијског корпуса приликом ослобађања Ниша.
Споменик у Тврђави је прво спомен-обележје подигнуто у Нишу ослободиоцима града од Турака.
Као складна композициона целина, занатски добро изведена, са геометријским формама композиције које истичу симболику ослободилачког рата-вођеног ватреним оружјем, споменик представља вредно ликовно остварење.